# Orthostixis laetata
Orthostixis laetata là một loài bướm đêm trong họ Geometridae.